# 富樫泰俊
富樫 泰俊（とがし やすとし）は、戦国時代から安土桃山時代にかけての武将。富樫氏27代当主。加賀国野々市城主。

## 略歴
富樫稙泰の長男として誕生。享禄4年（1531年）の大小一揆に小一揆方として参戦したが、捕らえられた。後に逃亡して、弟・晴貞の死後、家督を継いだという。一度加賀へ戻り野々市城主となるが、本願寺方に攻められ、越前国金津城主・溝江長逸のもとに身を寄せた。
しかし天正2年（1574年）、越前一向一揆により金津城は落城、泰俊は子の稙春・天易侍者共々自害し、富樫氏は滅亡した。
なお、三男・家俊は辛くも難を逃れて名を後藤弥右衛門と改め、佐久間盛政に仕えて300石の所領を得た。